# Father of 4
| Recensione           | Giudizio |
| -------------------- | -------- |
| Metacritic           | 74/100   |
| Consequence of Sound | B-       |
| Entertainment Weekly | B-       |
| Exclaim!             | 7/10     |
| HipHopDX             |          |
| HotNewHipHop         | 79%      |
| NME                  |          |
| Pitchfork            | 6,9/10   |
| Rolling Stone        |          |

Father of 4 è il secondo album in studio del rapper statunitense Offset, pubblicato il 22 febbraio 2019 dalle etichette discografiche Motown e Quality Control Music. L'album presenta le collaborazioni di J. Cole, Cardi B, Travis Scott, 21 Savage, Big Rube, Gunna, CeeLo Green, Quavo e Gucci Mane.

## Descrizione
Agli inizi del 2019 Offset aveva annunciato il suo nuovo album con un teaser di un documentario che mostrava una scena in cui sua moglie Cardi B dava alla luce la loro figlia, Kulture. Il 18 febbraio, tramite Twitter, Offset annunciò che la produzione dell'album sarebbe stata interamente gestita da Metro Boomin e Southside, nell'album accreditati come So Icey Boyz. Il primo singolo dell'album, Red Room, fu pubblicato inizialmente il 30 novembre 2018, prima che venisse ritirato per ragioni sconosciute e ripubblicato in seguito il 14 febbraio 2019.

## Performance commerciale
Ad una settimana dalla sua pubblicazione, Father of 4 ha debuttato alla posizione numero 4 dell Billboard 200, vendendo 89.000 unità equivalenti ad album, di cui 7.000 in copia fisica. Si tratta del secondo album da solista del rapper di Atlanta a raggiungere la Top 10 statunitense

## Tracce
Crediti adattati da Tidal. 

Testi di Kiari Cephus, eccetto dove indicato.
1. Father of 4 (feat. Big Rube) – 4:19 (testo: Cephus, Ruben Bailey – musica: Metro Boomin)
2. How Did I Get Here (feat. J. Cole) – 4:36 (testo: Cephus, Jermaine Cole – musica: Metro Boomin, Dre Moon)
3. Lick – 3:24 (musica: Wavy)
4. Tats On My Face – 3:02 (musica: So Icey Boyz)
5. Made Men – 3:34 (musica: Southside, Cubeatz, Vou)
6. Wild Wild West (feat. Gunna) – 3:56 (testo: Cephus, Sergio Kitchens – musica: Metro Boomin, Allen Ritter)
7. North Star (feat. CeeLo Green) – 4:05 (testo: Cephus, Thomas Callaway, Roger Taylor, Andy Taylor, John Taylor, Simon Le Bon, Nicholas Bates – musica: Metro Boomin, Allen Ritter)
8. After Dark – 2:52 (musica: Metro Boomin, Dre Moon, Allen Ritter)
9. Don't Lose Me – 3:20 (musica: Metro Boomin, Doughboy)
10. Underrated – 2:29 (musica: So Icey Boyz)
11. Legacy (feat. Travis Scott e 21 Savage) – 4:04 (testo: Cephus, Jacques Webster, Sha Yaa Joseph – musica: Southside, Cubeatz, Vou)
12. Clout (feat. Cardi B) – 3:25 (testo: Cephus, Belcalis Almánzar – musica: Southside, Cubeatz)
13. On Fleek (feat. Quavo) – 3:49 (testo: Cephus, Quavious Marshall – musica: Metro Boomin, Zaytoven, Doughboy)
14. Quarter Milli (feat. Gucci Mane) – 3:14 (testo: Cephus, Radric Davis – musica: Metro Boomin)
15. Red Room – 4:01 (musica: Metro Boomin)
16. Came a Long Way – 2:52 (musica: Dre Moon, BLWYRMND)

## Formazione
Crediti adattati da Tidal.
- Collin Leonard – mastering

## Classifiche

### Classifiche settimanali
| Classifica (2019) | Posizione massima |
| ----------------- | ----------------- |
| Australia         | 18                |
| Belgio (Fiandre)  | 23                |
| Belgio (Vallonia) | 49                |
| Canada            | 3                 |
| Danimarca         | 12                |
| Francia           | 35                |
| Germania          | 54                |
| Irlanda           | 20                |
| Italia            | 63                |
| Lettonia          | 17                |
| Lituania          | 9                 |
| Norvegia          | 15                |
| Nuova Zelanda     | 19                |
| Paesi Bassi       | 13                |
| Regno Unito       | 19                |
| Stati Uniti       | 4                 |
| Svezia            | 29                |
| Svizzera          | 14                |

### Classifiche di fine anno
| Classifica (2019) | Posizione |
| ----------------- | --------- |
| Stati Uniti       | 84        |